# جوزي ألتيدور

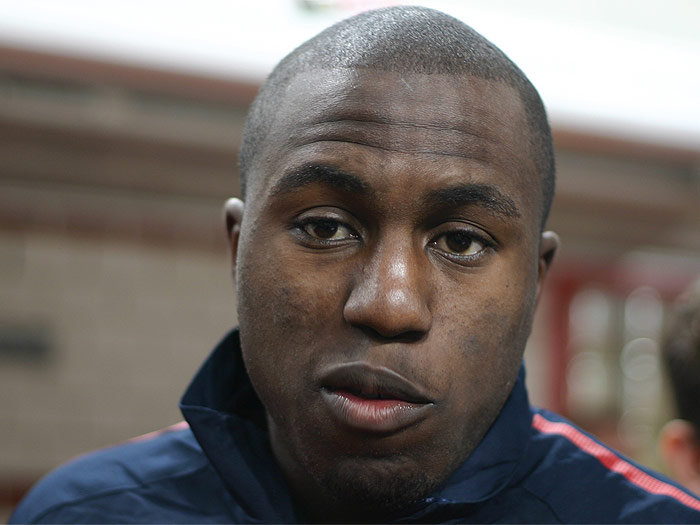
جوزي ألتيدور

جوزي ألتيدور (Jozy Altidore) هو لاعب كرة قدم هايتي أمريكي يلعب مع منتخب الولايات المتحدة لكرة القدم، ولد في 6 نوفمبر 1989 ويلعب مع نادي ازيد الكمار الهولنجي. لعب العديد من البطولات وأهمها كأس القارات 2009. كأن يلعب في نيويورك ريد بولز الأمريكي وانتقل عام 2008 إلى فياريال الإسباني وفي عام 2009 انتقل جوزي معارا لنادي خيريز الإسباني ومن ثم انتقل إلى نادي هال سيتيثم إلى ازيد الكمار.

## روابط خارجية
- جوزي ألتيدور على موقع الاتحاد الدولي (مؤرشف)  (الإنجليزية)
- جوزي ألتيدور على موقع الاتحاد الأوربي (الإنجليزية)
- جوزي ألتيدور على موقع اتحاد تركيا (لاعب) (الإنجليزية)
- جوزي ألتيدور على موقع الدوري الأمريكي (الإنجليزية)
- جوزي ألتيدور على موقع إي إس بي إن إف سي (الإنجليزية)
- جوزي ألتيدور على موقع قاعدة بيانات كرة القدم.إي يو (الإنجليزية)
- جوزي ألتيدور على موقع ليكيب (الفرنسية)
- جوزي ألتيدور على موقع ناشيونال فوتبول تيمز (الإنجليزية)
- جوزي ألتيدور على موقع Soccerbase.com (لاعب) (الإنجليزية)
- جوزي ألتيدور على موقع Soccerway.com (الإنجليزية)